# リース変換
数学の調和解析の分野におけるリース変換（リースへんかん、英: Riesz transform）とは、次元 d > 1 のユークリッド空間へのヒルベルト変換の一般化の族である。ある函数と、原点に特異性を持つ別の函数の畳み込みであることから、ある種の特異積分作用素と見なすことが出来る。より正確に言うと、Rd 上の複素数値函数 ƒ のリース変換は、j = 1,2,...,d に対して次式で定義される。
ここで定数 cd は次元の正規化
{\displaystyle c_{d}={\frac {1}{\pi \omega _{d-1}}}={\frac {\Gamma [(d+1)/2]}{\pi ^{(d+1)/2}}}}
であり、ωd−1 は (d − 1)-次元球の体積を表す。上式の極限は様々な方法で書き表すことが出来、しばしば主値や、緩増加超函数（tempered distribution）
{\displaystyle K(x)={\frac {1}{\pi \omega _{d-1}}}\,p.v.{\frac {x_{j}}{|x|^{d+1}}}}
との畳み込みとして書き表される。リース変換は、ポテンシャル論や調和解析における調和ポテンシャルの微分可能性の研究に現れる。特に、カルデロン＝ジグムントの不等式の証明に現れる(Gilbarg & Trudinger 1983, §9.4)。

## 乗数の性質
リース変換はフーリエ乗数として与えられる。実際、Rjƒ のフーリエ変換は次で与えられる。
{\displaystyle {\mathcal {F}}(R_{j}f)(x)=i{\frac {x_{j}}{|x|}}({\mathcal {F}}f)(x)}
（ここでフーリエ変換の正規化に依存するすべての正定数の違いは除く）。この形式により、リース変換はヒルベルト変換の一般化と見なすことが出来る。この核は、次数ゼロの斉次な超函数である。このことから、特に重要な帰結として、リース変換は L2(Rd) からそれ自身への有界線型作用素を定義することが分かる。
この斉次性はフーリエ変換に頼らずともより直接的に述べることが出来る。σs を、スカラー s による Rd 上の伸張、すなわち σsx = sx を満たすものとするとき、その σs は引き戻しを介した函数上の次の作用を定義する：
{\displaystyle \sigma _{s}^{*}f=f\circ \sigma _{s}.}
リース変換は、この σs と可換である。すなわち
{\displaystyle \sigma _{s}^{*}(R_{j}f)=R_{j}(\sigma _{x}^{*}f)}
となる。同様に、リース変換は平行移動と可換となる。今 τa をベクトル a に沿った Rd 上の平行移動とする。すなわち、τa(x) = x + a が満たされるものとする。このとき
{\displaystyle \tau _{a}^{*}(R_{j}f)=R_{j}(\tau _{a}^{*}f)}
となる。
最後の性質を述べる上で、リース変換を単独のベクトル成分 Rƒ = (R1ƒ,…,Rdƒ) として見なすことが有用となる。Rd 内の回転 ρ を考える。この回転は空間変数の上で作用するため、引き戻しを介した函数の上で作用する。しかしそれはまた、空間ベクトル Rƒ の上でも作用する。最後の性質は、リース変換はそれら二つの作用に関して同変であるということである。すなわち
{\displaystyle \rho ^{*}R_{j}[(\rho ^{-1})^{*}f]=\sum _{k=1}^{d}\rho _{jk}R_{k}f}
が成立する。
以上の三つの性質は、実際次の意味でリース変換を特徴付けるものである。T=(T1,…,Td) を L2(Rd) から L2(Rd) への有界線型作用素の d-タプルで、次を満たすものとする。
- T はすべての伸張および平行移動と可換である。
- T は回転に関して同変である。

このとき、ある定数 c に対して T = cR が成り立つ。

## ラプラシアンとの関係
幾分不正確な点も含むが、ƒ のリース変換は次の方程式の解の第一偏導函数を与える。
{\displaystyle {(-\Delta )^{\frac {1}{2}}u=f}.}
ここで Δ はラプラシアンである。したがって ƒ のリース変換は次のように書くことが出来る：
{\displaystyle {Rf=\nabla (-\Delta )^{-{\frac {1}{2}}}f}.}
特に
{\displaystyle R_{i}R_{j}\Delta u=-{\frac {\partial ^{2}u}{\partial x_{i}\partial x_{j}}}}
であるため、リース変換はそのラプラシアンのみによって、函数の全ヘッセ行列に関する情報を再び得ることを可能にする。
これをより正確に述べる。u はシュワルツ函数とする。このとき実際、フーリエ乗数の陽形式によって、次が得られる。
{\displaystyle R_{i}R_{j}(\Delta u)=-{\frac {\partial ^{2}u}{\partial x_{i}\partial x_{j}}}.}
この等式は一般に、超函数の意味で真ではない。例えば、u が Δu ∈ L2(Rd) であるような緩増加超函数であるなら、ある多項式 Pij に対して
{\displaystyle {\frac {\partial ^{2}u}{\partial x_{i}\partial x_{j}}}=-R_{i}R_{j}\Delta u+P_{ij}(x)}
と結論付けることが出来る。